# イルビング・サラディノ
イルビング・ハイール・サラディノ・アランダ（Irving Jahir Saladino Aranda、1983年1月23日 - ）は、パナマの男子陸上競技選手。2008年北京オリンピックの陸上競技走幅跳の金メダリストである。
2006年から頭角を現し、同年にはIAAFゴールデンリーグ6戦のうち5勝という結果を残している。同年に樹立した8m56の記録は当時の南米新記録となった。
その後、2007年の世界陸上では、アンドリュー・ハウ（イタリア）との熱戦を制して優勝。ハウを逆転した6回目の跳躍は8m57で、自己の南米記録を更新するものだった。さらに2008年には、世界歴代7位となる8m73の好記録をマーク。同年の北京オリンピックでは接戦の末に優勝。世界陸上との2冠を達成した。
2012年ロンドンオリンピックの開会式ではパナマ選手団の旗手を務めた。2014年8月に現役引退を表明した。

## 自己ベスト
- 走幅跳（屋外） - 8m73 （2008年5月24日、世界歴代8位）
- 走幅跳（室内） - 8m42 （2008年2月13日、世界歴代11位）

## 主な実績
| 年   | 大会                               | 場所                       | 種目   | 結果 | 記録  |
| ---- | ---------------------------------- | -------------------------- | ------ | ---- | ----- |
| 2004 | オリンピック                       | アテネ(ギリシャ)           | 走幅跳 | 18位 | 7.42m |
| 2005 | 世界選手権                         | ヘルシンキ(フィンランド)   | 走幅跳 | 6位  | 8.20m |
| 2006 | 世界室内選手権                     | モスクワ(ロシア)           | 走幅跳 | 2位  | 8.29m |
| 2006 | IAAFワールドアスレチックファイナル | シュトゥットガルト(ドイツ) | 走幅跳 | 1位  | 8.41m |
| 2006 | IAAF陸上ワールドカップ             | アテネ(ギリシャ)           | 走幅跳 | 1位  | 8.26m |
| 2007 | 世界選手権                         | 大阪(日本)                 | 走幅跳 | 1位  | 8.57m |
| 2008 | オリンピック                       | 北京(中国)                 | 走幅跳 | 1位  | 8.34m |